# Distrikt Luya
Der Distrikt Luya ist einer von 23 Distrikten der Provinz Luya in der Region Amazonas in Nord-Peru. Der Distrikt hat eine Fläche von 91,21 km². Beim Zensus 2017 lebten 3959 Menschen in dem Distrikt. Im Jahr 1993 lag die Einwohnerzahl bei 4041, im Jahr 2007 bei 4153. Sitz der Distriktverwaltung ist die Kleinstadt Luya. 8 km westlich von Luya befindet sich der Ort Karajia mit einer  nach diesem Ort benannte Begräbnisstätte der Chachapoya-Kultur.
Das Stadtfest in Luya findet am Feiertag des Dorfpatrones, Johannes des Täufers, also am 24. Juni, statt.

## Geographische Lage
Im Norden grenzt der Distrikt Luya an die Distrikte Lámud, Trita und San Cristóbal, im Osten an den Distrikt Chachapoyas, im Süden an den Distrikt Lonya Chico sowie im Westen an die Distrikte Luya Viejo und Santa Catalina.

## Geschichte

### Präinka-Epoche
Die ersten Bewohner Luyas kämpften hart mit der Natur, wie auch später mit den benachbarten Dörfern, um sich im Tal "Jucusbamba" niederzulassen. "Jucusbamba" kommt aus dem lokalen Quechua und bedeutet "Schilfgrasebene" (spanisch: "Pampa del Carrizo"). Im Anfang lebten die Bewohner des Jucusbambatals in kleinen, nicht organisierten Gruppen.
Mit der Zeit begannen diese kleinen Gruppen zu rivalisieren und sich zu bekämpfen. Die Stärksten eroberten die Gruppen der Schwächsten, bis sich schließlich der Stamm der Llullaos unter der Führung eines Häuptlings herausbildete.

### Inka-Epoche
Später wurden die Llullaos, genau wie alle anderen Stämme auf dem Gebiet der heutigen Region Amazonas, von Inka Túpac Yupanqui unterworfen und in das Reich der Inka integriert. Anschließend wurde das Leben und die Bräuche stärker reglementiert und effizienter gestaltet: Die Ländereien wurden gleichmäßiger verteilt, die Arbeit wurde zielgerichtet und obligatorisch für alle, es wurde gepflügt und der Ackerbau professionalisiert, die Ernte wurde jeder Familie nach Notwendigkeit zugeteilt.

### Kolonialzeit
Auch der Distrikt Luya musste die Kolonialzeit erleiden, aber trotz allem wurden die Spanier von den Stämmen Luyas freundlich und friedlich ohne Kampf empfangen. Bei der Schlacht auf der Ebene von Higos Urco bei Chachapoyas am 6. Juni 1821 stellten sie sich aber auf die Seite der Republikaner gegen die Spanier.

### Republikanische Epoche
Am Anfang der Republik zählte war der große Teil der Bevölkerung des Distriktes indigener Herkunft. Aber weil die Gegend für einen guten Ruf hatte, zog es schon bald auch viele wichtige Personen an, wie z. B. die Familien Burga, Castañeda, Díaz und viele andere, deren Nachfahren noch heute einen großen Teil der Bevölkerung bilden. Inzwischen leben in Luya aber auch viele Bürger der umliegenden Gemeinden und Distrikte und wirken so mit an der reichen kulturellen Entwicklung des Distriktes mit.
Als am 5. Februar 1861 die Provinz Luya gegründet wurde, formte sich auch der Distrikt Luya als einer ihrer Teile.